# Ostrakon

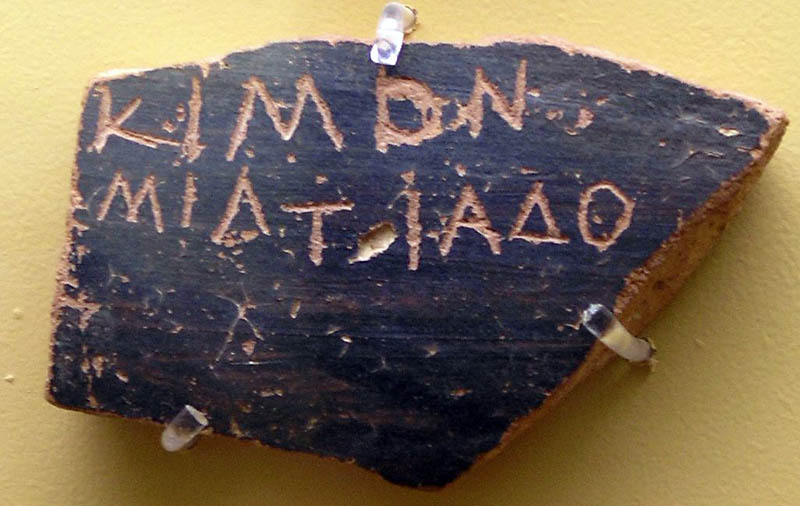
Ostrakon di Cimone, politico ateniese.

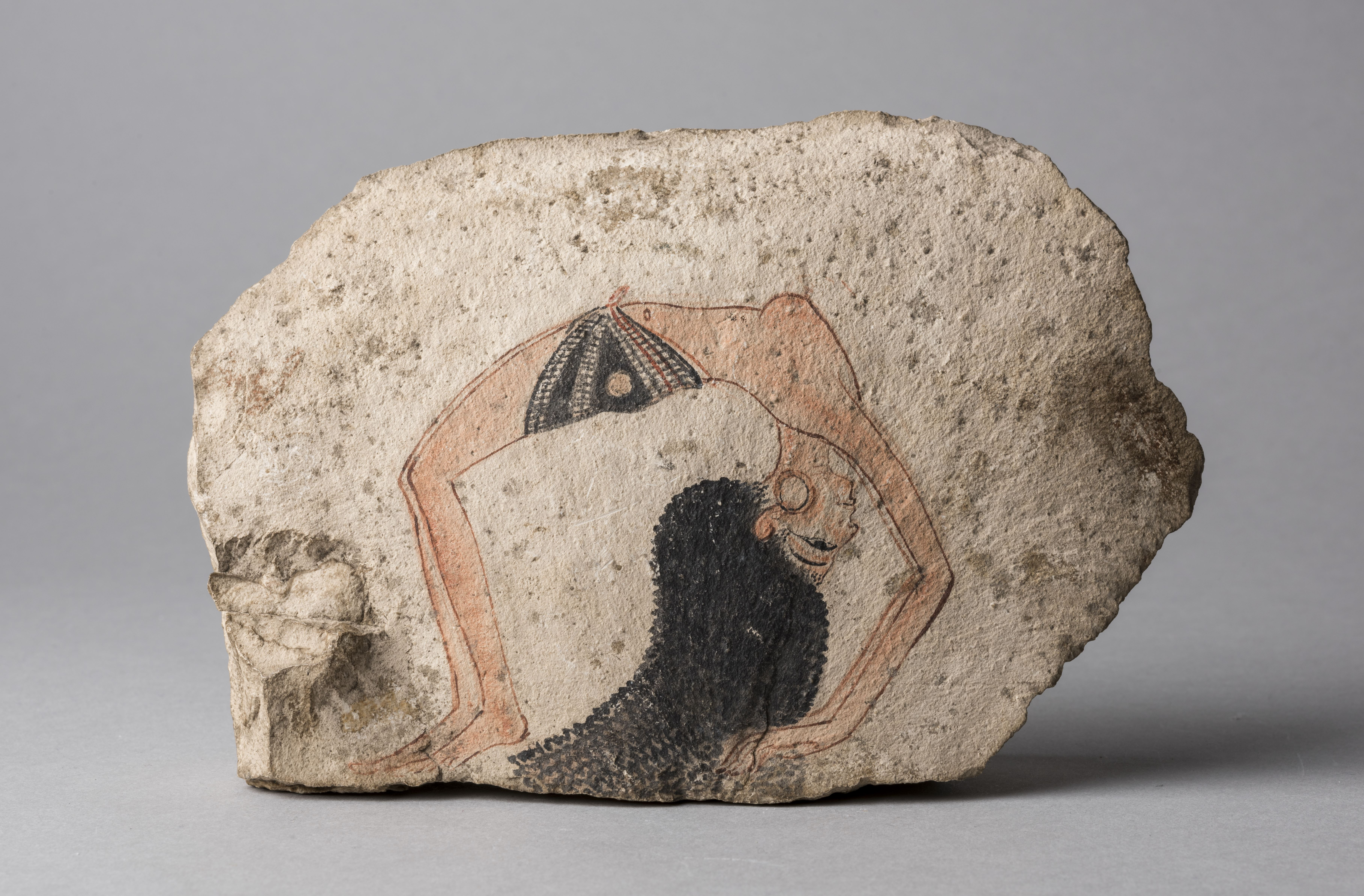
Ostrakon figurato con rappresentazione di una ballerina in posizione acrobatica, pittura su pietra calcarea, 1292–1076 a.C., XIX-XX dinastia egizia, da Deir-el-Medina. Museo Egizio di Torino (cat. 7052)

Un ostracon o ostrakon (in greco antico: ὄστρακον?, òstrakon, al plurale ὄστρακα, òstraka) è un pezzo di ceramica (o pietra), solitamente rotto da un vaso o altri recipienti di terracotta. La parola deriva dal greco antico ostrakon, che significa "conchiglia", oltre che "coccio" o "vaso di terracotta". Particolarmente noti erano gli ostraka usati come scheda elettorale nelle procedure di ostracismo.

## Importanza archeologica e storica

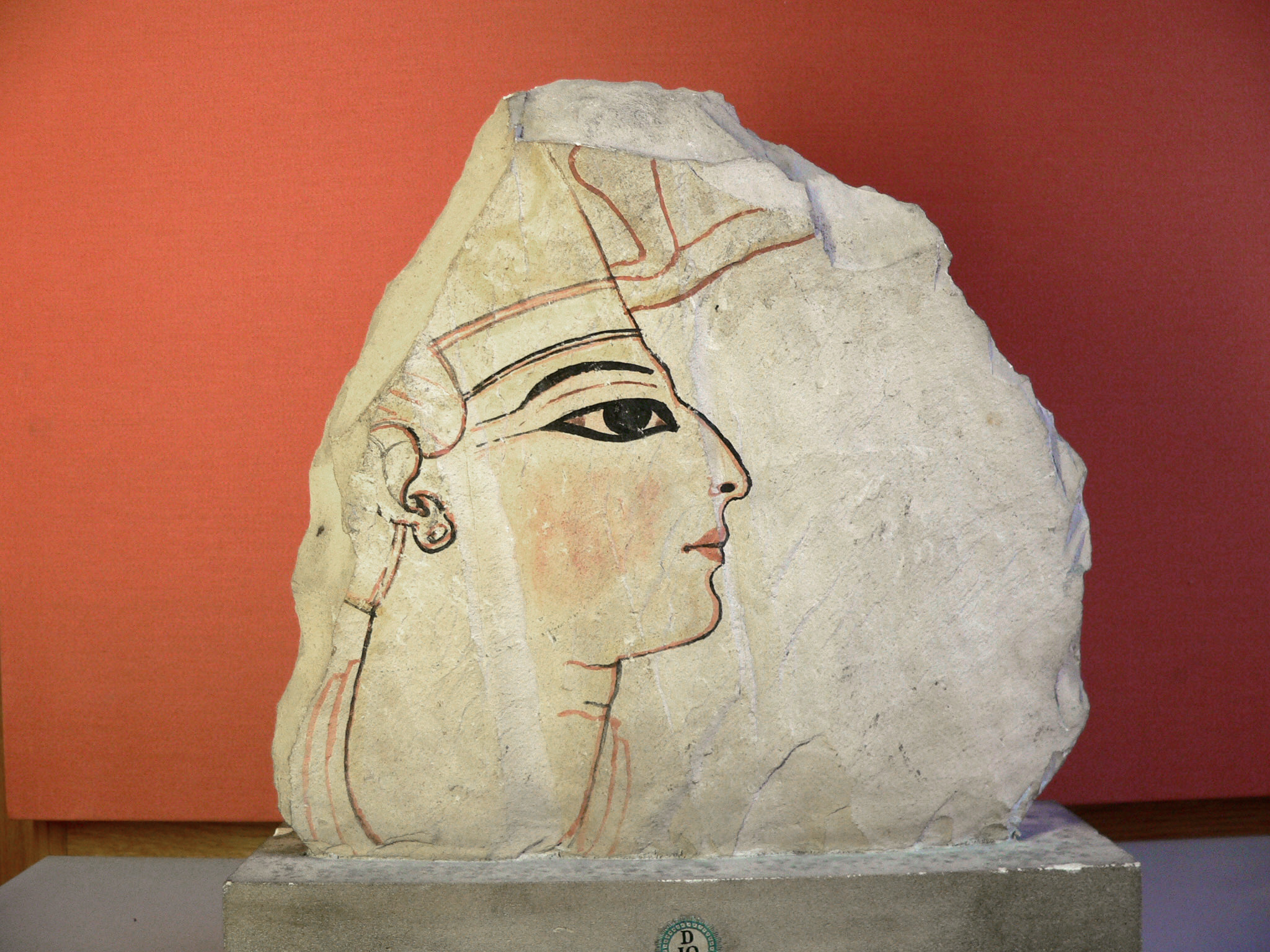
Ostrakon egizio con il profilo di re Ramses VI. Museo del Louvre, Parigi.

In archeologia gli ostraka possono contenere parole iscritte, graffite, o altre forme di scrittura: per questo, sono considerati importanti testimonianze epigrafiche, in grado di fornire preziosi indizi sul periodo in cui il pezzo era in uso.
Di grande importanza sono quelli utilizzati dalla polis di Atene nei procedimenti di bando ed esilio (ostracismi) di personaggi in vista della società e dell'agone politico, che forniscono testimonianza diretta di eventi narrati dalla storiografia greca. Ad esempio, ad Atene sono stati rinvenuti numerosi ostraka con i nomi di Cimone e di Temistocle, che secondo il racconto di Plutarco furono effettivamente ostracizzati.
Molti ostraka sono giunti fino a noi anche dall'Antico Egitto.